# Paraphoxus heterocuspitatus
Paraphoxus heterocuspitatus är en kräftdjursart. Paraphoxus heterocuspitatus ingår i släktet Paraphoxus och familjen Phoxocephalidae. Inga underarter finns listade i Catalogue of Life.